# گوستاو باهوکن
گوستاو باهوکن (انگلیسی: Gustave Bahoken؛ زادهٔ ۱۳ ژوئن ۱۹۷۹) بازیکن فوتبال اهل کامرون بود.
از باشگاه‌هایی که در آن بازی کرده است می‌توان به باشگاه فوتبال لیوینگستون، باشگاه فوتبال آنژه، باشگاه فوتبال السوند اف. کی، باشگاه فوتبال برادفورد سیتی، باشگاه فوتبال لو آور، باشگاه فوتبال سیون، باشگاه فوتبال بوتو پلوودیو، باشگاه فوتبال روآن، و باشگاه فوتبال والنسین اشاره کرد.
وی همچنین در تیم ملی فوتبال کامرون بازی کرده است.